# جی.اسکیل
جی.اسکیل (انگلیسی: G.Skill) شرکت سخت‌افزار رایانه تایوانی است، که در سال ۱۹۸۹ تأسیس شد.